# Seljalandsfoss
Seljalandsfoss è tra le più note cascate dell'Islanda.
È rappresentata in molti calendari dedicati al paese scandinavo e copertine di libri sull'Islanda a causa del suo aspetto inconfondibile e della sua bellezza selvaggia. Tra le particolarità che rendono Seljalandsfoss una delle cascate più famose d'Islanda, quella di poter passare agevolmente alle sue spalle, potendo quindi osservare la cascata da una prospettiva opposta.
Il fiume Seljalandsá, il Fiume Liquido, cade per circa 60 m da ciò che in altri tempi era una scogliera sull'oceano (ora distante parecchi chilometri) e che oggi è il confine tra le Highlands e le Lowlands. Ai lati si inerpica un sentiero impervio che permette di arrivare dietro la cascata stessa ed ammirare il potente getto.
Seljalandsfoss è situata nella parte meridionale dell'isola, non molto distante da Skógar (e la cascata Skógafoss), e a poche centinaia di metri dalla Hringvegur, la grande strada ad anello che contorna tutta l'Islanda, visibile da lontano per chi viene da ovest.

## Nella cultura popolare
Seljalandsfoss è stato un punto di passaggio durante la prima tappa di The Amazing Race 6.
La cascata è apparsa nel film CKY2K, accompagnata da musiche di Björk.
In una scena del film The Juniper Tree del 1990, il personaggio interpretato da Björk cammina dietro la cascata.
Nel video ufficiale di "I'll Show You" di Justin Bieber sono presenti lagune glaciali e fiumi dell'Islanda meridionale, tra cui Seljalandsfoss.
Il primo episodio della terza stagione di Star Trek: Discovery, "That Hope Is You, Part 1", include una breve scena ambientata presso la cascata.

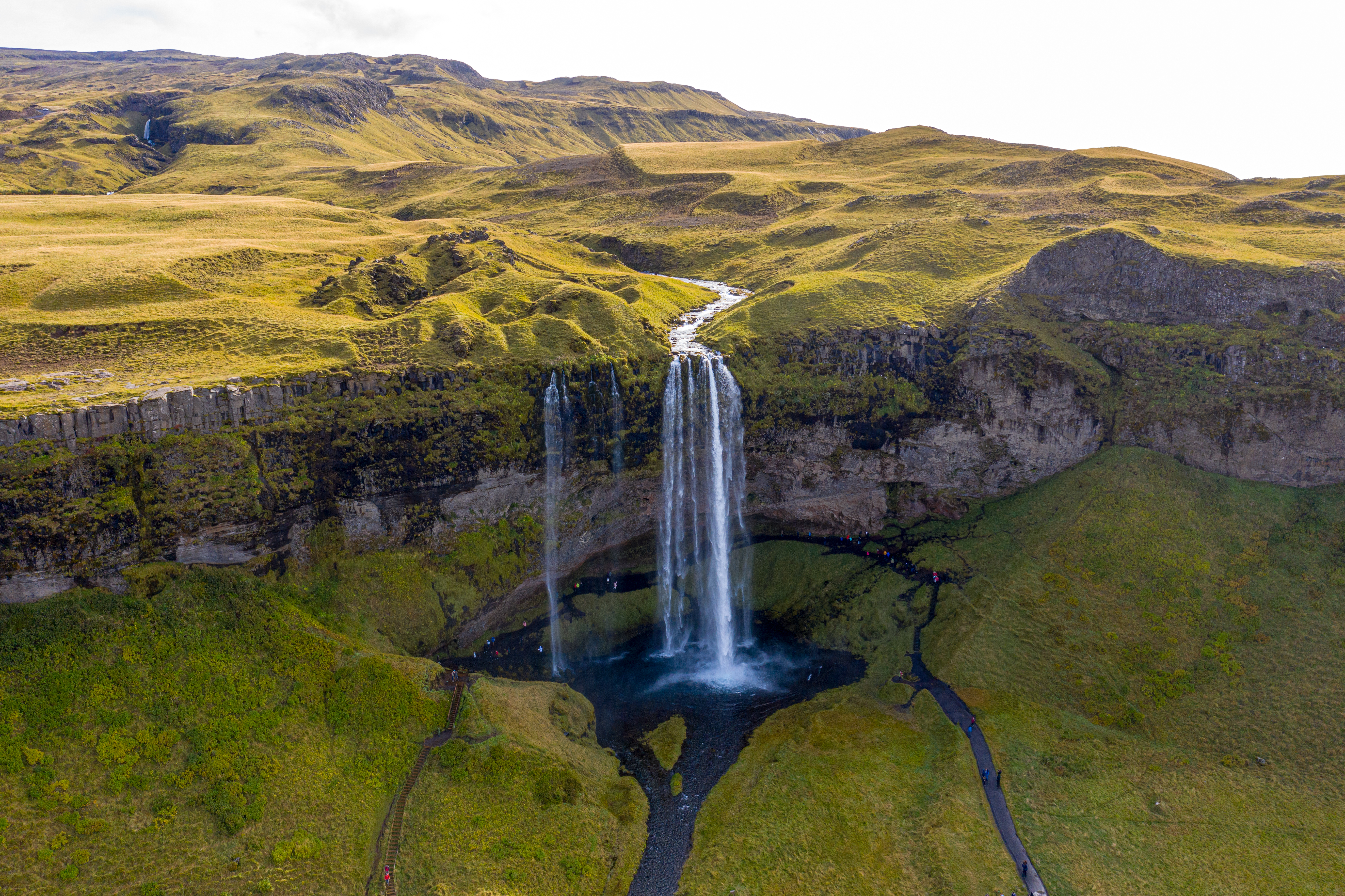
La cascata vista dall'alto
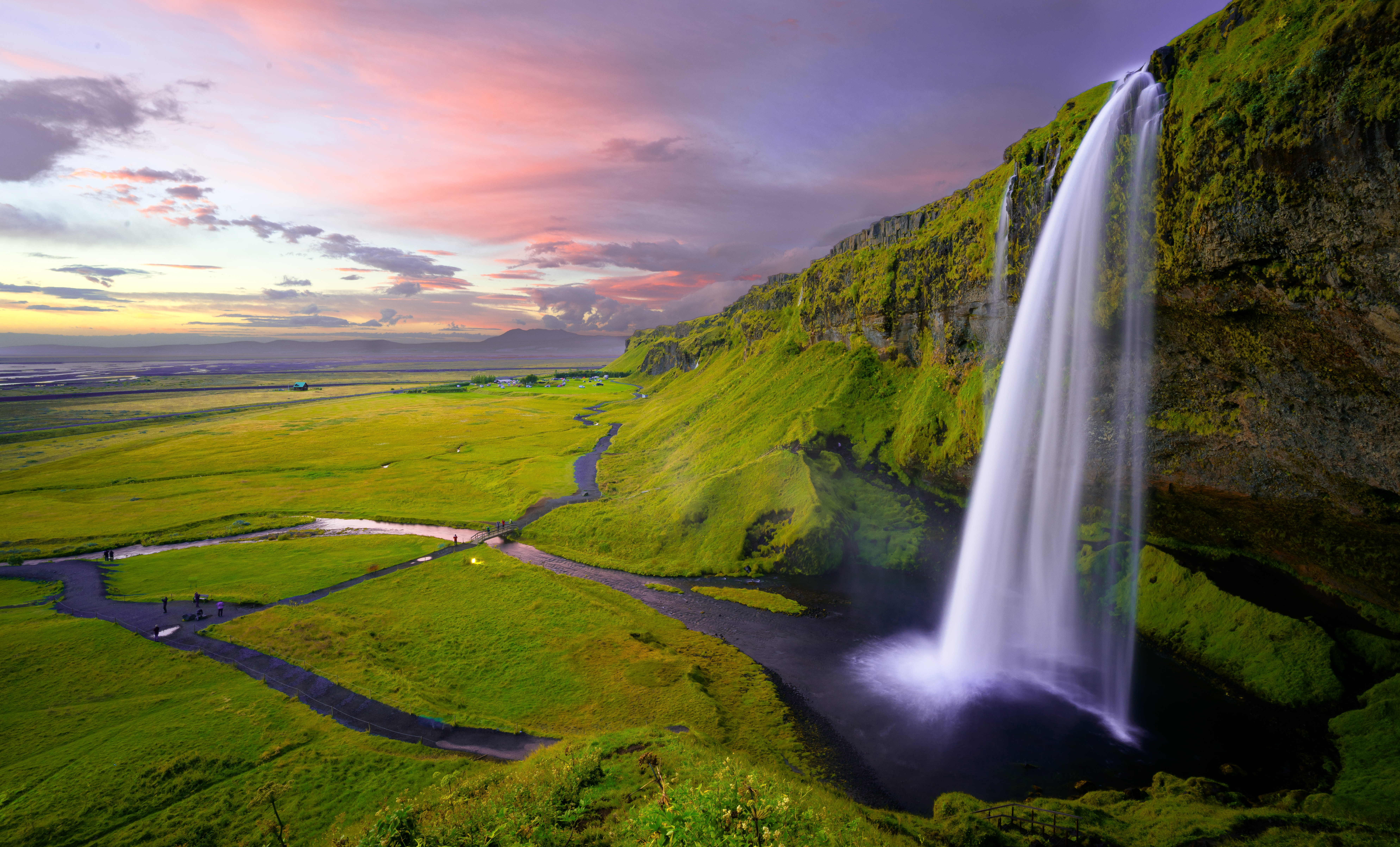
La cascata vista di lato
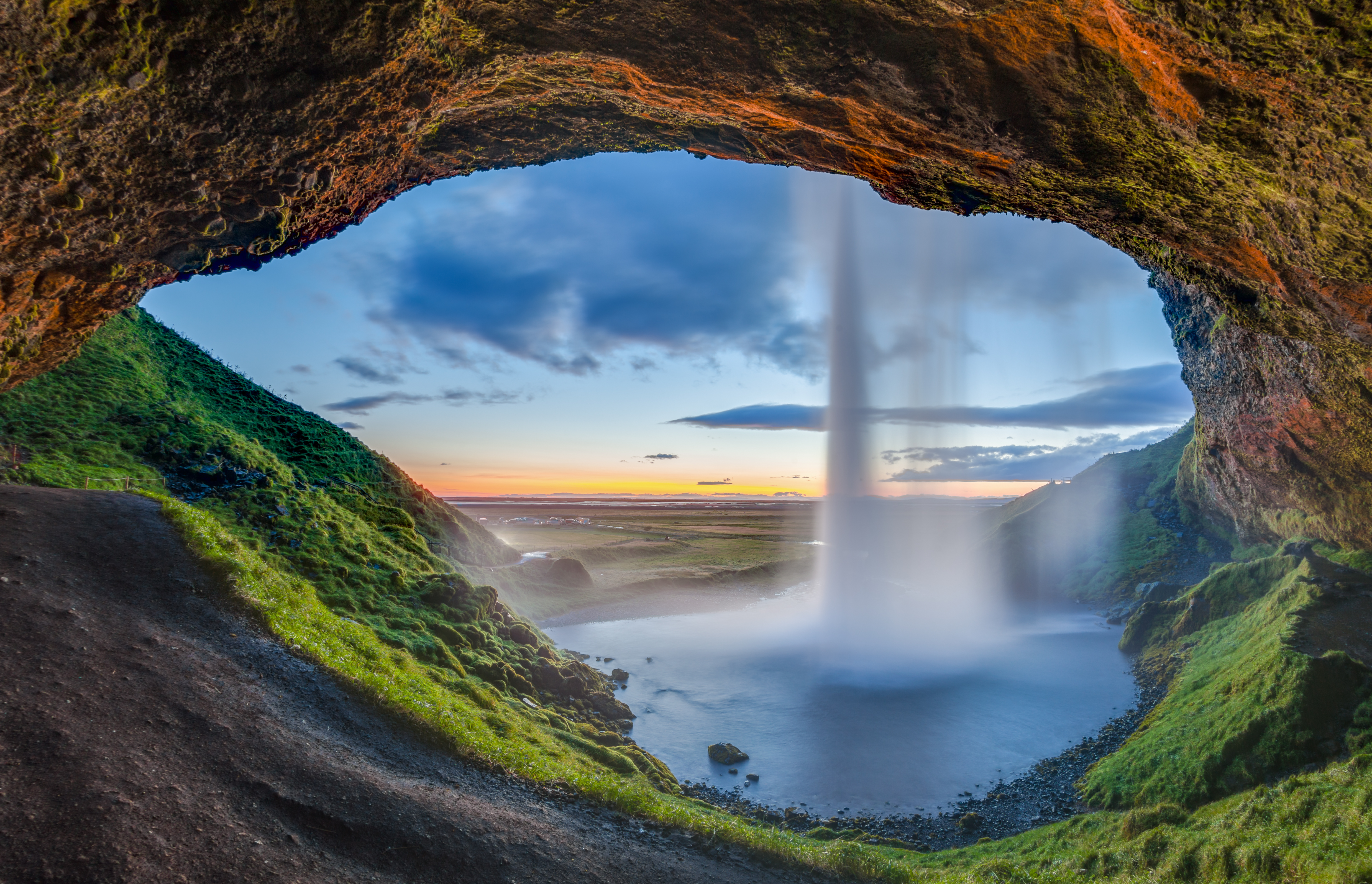
La cascata al tramonto